# Tom Selleck
Thomas William Selleck (Detroit, Michigan, 29 januari 1945) is een Amerikaans acteur en filmproducer, vooral bekend van zijn rol als Thomas (Sullivan) Magnum (IV) in de detectiveserie Magnum, P.I.

## Biografie

### Jonge jaren
Selleck volgde de middelbare school aan de Grant High School in Los Angeles samen met Mike Post die later de muziek voor de serie Magnum P.I. zou schrijven. Hij studeerde toneel aan Beverly Hills Playhouse en studeerde af aan Pepperdine University.

### Carrière

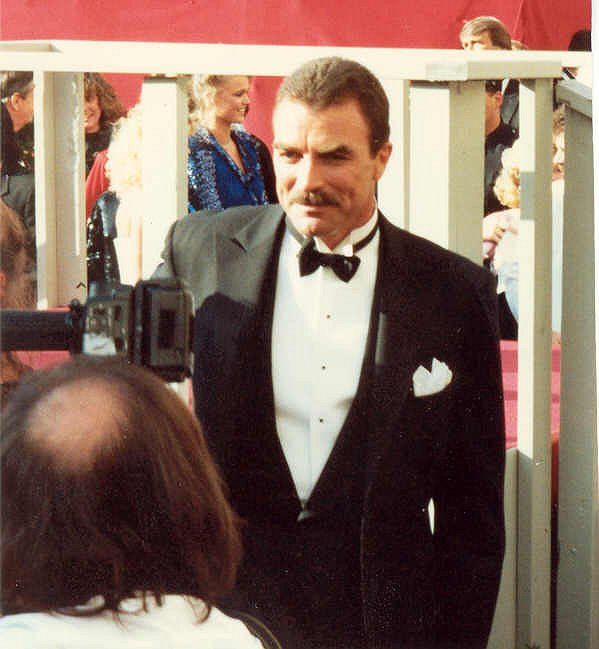
Tom Selleck in 1988

Zijn eerste televisieoptreden was in een reclamefilmpje van Pepsi-Cola. Hij werkte als autoverkoper, maar na deze ervaring had de acteermicrobe hem te pakken en verscheen hij als oud-student in The Dating Game.
Na verschillende opdrachten voor Universal Studio en na wat pilotprojecten die flopten, kreeg Selleck een rol in Magnum aangeboden. Ironisch genoeg werd hij na jaren waarin er weinig belangstelling voor hem was, benaderd door Steven Spielberg voor de rol van Indiana Jones in Raiders of the Lost Ark, in dezelfde periode als Magnum, met als gevolg dat hij de rol niet kon vertolken. De rol van Indiana Jones ging naar Harrison Ford. Selleck vertolkte een groot aantal filmrollen tijdens en na Magnum. De bekendste is in Three Men and a Baby (1987).
Hij was regelmatig te zien als Dr. Richard Burke in Friends en als A.J. Cooper in de reeks Las Vegas. Hij maakte verder veel televisiefilms, waarbij het zijn doel was wat meer aandacht te krijgen voor de western. 
Gedurende zijn carrière heeft Selleck ook snorloze rollen gespeeld, waaronder die van generaal Dwight D. Eisenhower in de televisiefilm Ike: Countdown to D-Day uit 2004, die gaat over de invasie in Normandië in 1944.
Tussen 2004 en 2008 vertolkte hij een terugkerende gastrol in Boston Legal aan de zijde van Candice Bergen.
Sinds september 2010 speelt hij de rol van politiechef Frank Reagan in de door CBS uitgezonden politieserie Blue Bloods.

## Filmografie
- Myra Breckinridge (1970)
- The Seven Minutes (1971)
- Daughters of Satan (1972)
- Shadow of Fear (1973)
- Terminal Island (1973)
- Midway (1976)
- The Washington Affaire (1977)
- Coma (1978)
- The Gypsy Warriors (1978)
- Christmas in Hawaii (1981)
- High Road to China (1983)
- Lassiter (1984)
- Runaway (1984)
- Three Men and a Baby (1987)
- Her Alibi (1989)
- An Innocent Man (1989)
- Quigley Down Under (1990)
- Three Men and a Little Lady (1990)
- Folks! (1992)
- Christopher Columbus: The Discovery (1992)
- Mr. Baseball (1992)
- The Magic of Flight (1996), korte film, verzorgt de inleiding
- Open Season (1996)
- In & Out (1997)
- Last Stand at Saber River (1997)
- The Love Letters (1999)
- Monte Walsh (2003)
- Stone Cold (2005)
- Jesse Stone: Death in Paradise (2006)
- Killers (2010)

## Televisiewerk
- The Dating Game (1965, 1967)
- Bracken's World (1969)
- Lancer (1969)
- Movie Murders (1970)
- Owen Marshall: Counselor at Law (1973)
- Marcus Welby M.D (1974, 1975)
- The Young and Restless (1974, 1975, 2000)
- Returning Home (1975)
- Lucas Tanner (1975)
- Mannix (1975)
- Charlie's Angels (1976)
- Docter Hospital (1976)
- Most Wanted (1976)
- Bunco (1976)
- Taxi (1978)
- Superdome (1978)
- The Rockford Files (1978, 1979)
- The Chinese Typewrigter (1979)
- The Sacketts (1979)
- The Concrete Cowboys (1979)
- Magnum P.I. (1980 - 1988)
- Divorce Wars: A Love Story (1982)
- The Shadow Riders (1982)
- Murder, She Wrote (1986)
- Broken Trust (1995)
- Friends (1996, 1997, 2000)
- Ruby Jean and Joe (1996), ook uitvoerend producent
- The Closer (1998)
- Running Martes (2000)
- Crossfire Trail (2001), uitvoerend producent
- Monte Walsh (2003)
- Twelve Mile Road (2003)
- Reversible Errors (2004)
- Ike: Countdown to D-Day (2004)
- Stone Cold (2005), ook producent
- Night Passage (2006)
- Boston Legal (2006)
- Las Vegas (2007)
- Blue Bloods (2010–2024)
- Ruben vs Geraldine (2014)

## Persoonlijk leven
Selleck heeft twee kinderen. Hij trouwde in 1987 met zijn tweede echtgenote, Jillie Mack.

## Lidmaatschap
Selleck is of was
- lid van de Californische National Guard en werd opgeroepen tijdens de Watts-rellen in 1965
- lid van een studentenbroederschap genaamd Sigma Chi
- bestuurslid van het Joseph and Edna Josephson Institute of Ethics
- medeoprichter van de Character Counts Coalition
- lid van de National Rifle Association
- lid van de Church of Christ

- Bibsys: 13018018
- Biblioteca Nacional de España: XX1175602
- Bibliothèque nationale de France: cb13935679w (data)
- Gemeinsame Normdatei: 139345388
- International Standard Name Identifier: 0000 0001 0928 9988
- Library of Congress Control Number: n85213027
- Nationale Bibliotheek van Tsjechië: pna2010578130
- Nationale Bibliotheek van Polen: a0000001719414
- Nederlandse Thesaurus van Auteursnamen: 071791841
- SNAC: w6991gpv
- Système universitaire de documentation: 131209957
- Virtual International Authority File: 100622918
- WorldCat: E39PBJbM9pd86xmH4JyKGWRHYP